# Jewgeni Nikolajewitsch Grigorjew (Schauspieler)
Jewgeni Nikolajewitsch Grigorjew (russisch Евгений Николаевич Григорьев; * 20.jul. / 4. März 1899greg. in St. Petersburg; † 16. April 1981 in Leningrad) war ein sowjetischer Theater- und Film-Schauspieler.

## Leben und Leistungen
Jewgeni Grigorjew kam in St. Petersburg als Sohn von Nikolai Grigorjewitsch Grigorjew († 1920) und dessen Frau Xenia Dorofejewna zur Welt. Der Vater stammte aus dem Gouvernement Pskow und arbeitete in den Obuchow-Werken, die Mutter war Hausfrau.
Auf Betreiben seiner Eltern besuchte er ab 1914 eine Schule für Rettungssanitäter in Kronstadt. Aufgrund des Ersten Weltkrieges wurde die Ausbildung verkürzt und Grigorjew bereits im Herbst 1916 der Marine zugeteilt. Er diente zunächst in einem Kronstädter Krankenhaus, wurde dann jedoch an die Front versetzt und erlebte die Schlacht bei Jamburg mit. Auch nach Kriegsende verblieb Grigorjew bei der Marine und diente ab 1920 auf der Bogatyr. Später wurde er auf die Garibaldi versetzt, 1922 erfolgte letztlich die Demobilisierung.
Grigorjew zeigte bereits während seiner Militärzeit künstlerisches Interesse und besuchte ab 1918 die Schauspielschule in Petrograd, der aktive Dienst ließ ihm aber nur wenig Zeit zum Lernen. Ab 1922 konnte er sich jedoch verstärkt seiner Ausbildung widmen. Obwohl er in den Absolventenlisten seiner Schule, die mittlerweile zum Institut für darstellende Kunst umgewandelt worden war, nicht genannt wird, soll er dort verschiedenen Angaben zufolge 1923 oder 1924 den Abschluss erlangt haben. In den genannten Jahren trat der junge Nachwuchsdarsteller bereits am Großen Dramatheater M. Gorki auf und wechselte danach zum Volkshaus (1924–1925). Es folgten Engagements am Roten Theater (1925–1926) und im Jugendtheater (1926–1930). Im August 1930 kehrte Grigorjew zum Gorki-Theater zurück und verblieb dort bis August 1936. Danach erhielt er eine Stelle bei dessen Zweigniederlassung in Murmansk und kam nach deren Liquidation im Jahr 1938 für eine Spielzeit beim dortigen Regionaltheater unter. Die nächste Station seines Bühnenschaffens sollte das Moskauer Staatstheater der Kinodarsteller sein. Seinen Einstand gab Grigorjew hier 1945 in einer kleinen Rolle als Soldat in Бранденбургские ворота (Brandenburgskije worota; dt.: Brandenburger Tor) unter der Regie von Boris Babotschkin. Aus Rationalisierungsgründen wurde er im Dezember 1948 jedoch entlassen, Eingaben beim zuständigen Minister Iwan Grigorjewitsch Bolschakow blieben erfolglos. Er nahm vorübergehend Konzertangebote, u. a. in der Philharmonie des Oblast Moskau, an, konnte aber im Dezember 1951 einen Platz in einem Militärtheater der in der DDR stationierten Truppen erlangen. Im Juni 1954 wechselte Grigorjew für etwa ein Jahr an eine ähnliche Einrichtung in der Volksrepublik Polen und absolvierte danach eine Spielzeit am Theater des Oblast Omsk. Seine Bühnenlaufbahn schloss der dunkelhaarige Darsteller beim Leningrader Theater der Kinodarsteller ab, wo er von 1959 bis 1965 auftrat.
Sein Debüt im Film gab Grigorjew 1925 als Statist in Тяжелые годы (Tjaschelyje gody). Seine nächste Rolle folgte erst über zehn Jahre später in dem Zweiteiler Великий гражданин (Weliki graschdanin, 1937/39). In dem Revolutionsfilm Разгром Юденича (Rasgrom Judenitscha, 1940) von Pawel Petrowitsch Petrow-Bytow gab Grigorjew seine erste größere Rolle und wurde daraufhin vom Lenfilmstudio unter Vertrag genommen. Nach Ausbruch des Deutsch-Sowjetischen Krieges verlegte dieses seinen Betrieb nach Alma-Ata. Hier entstand u. a. die Komödie Славный малый (Slawny maly, 1942), in der Grigorjew als Partisanenkommandeur die einzige Hauptrolle seiner Filmlaufbahn geben durfte. Der Film wurde jedoch zurückgezogen und kam nie in die Kinos. Ein weiteres Engagement als Hauptdarsteller errang er zwar Jahre später in Tatjana Nikolajewna Lukaschewitschs Сухой дол (Suchoi dol), die Dreharbeiten wurden aber aus Kostengründen eingestellt. Infolge seiner Auslandsauftritte war Grigorjew zwischen 1950 und 1957 gar nicht im Film zu sehen, sein Comeback gab er in Его время придёт (Eto wremja pridjot, 1957), einem Film über Schoqan Uälichanuly. Es folgte Ein Mädchen sucht seinen Vater (Devochka ishchet otsa, 1959), in dem Grigorjew eine seiner wichtigsten Rollen spielte. Weitere nennenswerte Engagements hatte er in Люблю тебя, жизнь (Ljublju tebja, schisn 1960), Никогда (Nikogda, 1962), Улица младшего сына (Uliza mladschego syna, 1962) und Трудный путь (Trudny put, 1964). Grigorjew war auch in mehreren im deutschsprachigen Raum gezeigten Filmen zu sehen, das erste dieser Werke, in dem sein Name auch in den Credits erschien, war Alexander Rous Die Nacht vor Weihnachten (1962). Im Juli 1965 wurde sein Vertrag mit Lenfilm aufgelöst, woraufhin er in den Ruhestand eintrat, bis Ende der 1960er Jahre aber noch vereinzelt Engagements annahm.
Neben seiner Arbeit vor der Kamera war Grigorjew auch in den russischsprachigen Fassungen einer polnischen und einer jugoslawischen Produktion sowie in vier Filmen aus den Unionsrepubliken als Synchronsprecher zu hören. Seine Filmografie umfasst insgesamt 42 Arbeiten. Obwohl Grigorjews Laufbahn allen voran mit dem Lenfilmstudio verbunden ist, war er auch einige Male für Mosfilm aktiv, z. B. in Небо Москвы (Nebo Moskwy, 1944) und Родные поля (Rodnyje polja, 1944).

## Privates
Grigorjew war mit der neun Jahre jüngeren Lidija Iwanowna Rassochina verheiratet, ihr gemeinsamer Sohn Alexander wurde 1945 geboren.

## Filmografie (Auswahl)
- 1946: Glinka
- 1946: Der Schwur (Kljatwa)
- 1946: Admiral Nachimow
- 1948: Das Lied von Sibirien (Skasanije o semle Sibirskoi)
- 1948: Es begann im blauen Expreß (Poesd idjot na wostok)
- 1948: Die junge Garde (Molodaja gwardija)
- 1951: Ritter des goldenen Sterns (Kawaler Solotoi Swesdy)
- 1955: Atlantische Erzählung (Opowieść atlantycka) (Synchronsprecher)
- 1959: Ein Mädchen sucht seinen Vater (Devochka ishchet otsa)
- 1959: Das Geheimnis der Festung (Bir qalanin sirri) (Synchronsprecher)
- 1962: Die Nacht vor Weihnachten (Wetschera na chutore blus Dukanki)
- 1964: Erwartet uns bei Tagesanbruch (Schdite nas na rasswete)
- 1965: Der Auftrag (Mandat)
- 1967: Wintermorgen (Simneje utro)